# Ambasada Ekwadoru przy Stolicy Apostolskiej
Ambasada Republiki Ekwadoru przy Stolicy Apostolskiej (hisz. Embajada del Ecuador en Santa Sede) – misja dyplomatyczna Republiki Ekwadoru przy Stolicy Apostolskiej. Ambasada mieści się w Rzymie, w pobliżu Watykanu.